# Nijmegen Eendracht Combinatie
Il Nijmegen Eendracht Combinatie (tradotto dall'olandese Società Unite Nimega - Eendracht), noto con l'acronimo NEC o impropriamente come NEC Nijmegen (in Italia NEC Nimega), è una società calcistica olandese con sede nella città di Nimega, militante in Eredivisie.
La squadra disputa le partite casalinghe allo stadio di Goffert di Nimega (12 500 posti). Ha disputato varie volte la finale della Coppa dei Paesi Bassi (1972-1973, 1982-1983, 1993-1994, 1999-2000 e 2023-2024) e in tre occasioni ha giocato in Coppa UEFA (1983-1984, 2003-2004 e 2008-2009).

## Storia
Il club fu fondato nel 1900 dalla fusione di due società preesistenti, l'Eendracht e il Nijmegen, da cui il nome.

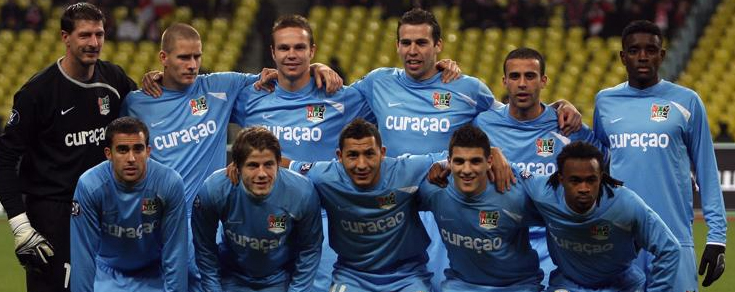
Una formazione del NEC impegnata nella Coppa UEFA 2008-2009

La squadra ha raggiunto per quattro volte la finale della KNVB beker. In Europa si ricorda la partecipazione alla Coppa delle Coppe 1983-1984, dove giunse al secondo turno dopo aver eliminato i norvegesi del Brann Bergen con un punteggio complessivo di 2-1; la squadra fu poi estromessa dalla competizione per opera del Barcellona, vincitore per 3-2 nei Paesi Bassi e per 2-0 in Catalogna. Nella stagione 2008-2009 gioca la Coppa UEFA dove, inserita in un girone assieme a Udinese e Tottenham, si qualifica ai sedicesimi di finale.
Fra i giocatori del passato il NEC Nijmegen annovera anche Guus Hiddink che ha guidato in passato anche PSV, Paesi Bassi, Corea del Sud e Australia. In campionato, la squadra di Nimega non è mai riuscita ad inserirsi seriamente nel duello per le prime posizioni, generalmente appannaggio di Ajax, PSV e Feyenoord.
Nella stagione di Eredivisie 2013-2014 finisce la stagione in 18ª posizione e viene retrocessa in Eerste Divisie dopo essere stata battuta dallo Sparta Rotterdam nei play-off promozione-retrocessione. Nella stagione successiva termina in 1ª posizione dell'Eerste Divisie 2014-2015 e viene ripromosso in Eredivisie. Qui conclude l’annata con un ottimo 10º posto in classifica, piazzamento che, però, non riesce a ripetere nella stagione seguente, giungendo 16º e perdendo lo spareggio contro il NAC Breda. La stagione 2017-2018 di Eerste Divisie viene conclusa con un ottimo terzo posto, 5 punti in meno della capolista Jong Ajax e 4 dal Fortuna Sittard, promossa automaticamente in Eredivisie. Piazzatasi come migliore delle squadre di Eerste Divisie coinvolte nei Play-off promozione, il NEC viene accoppiato nel secondo turno con il Emmen, giunto 7º in campionato con un divario di 16 punti dai diretti rivali; nonostante le premesse della vigilia, il NEC perde, a sorpresa, 4-0 ad Emmen, per poi sfiorare l’impresa nel match di ritorno, sfida in cui i padroni di casa vincono con un inutile 4-1.
La stagione seguente comincia bene per il NEC, rivelandosi come una delle pretendenti per la promozione nel massimo campionato; tuttavia, nel girone di ritorno, la squadra frena inaspettatamente, piazzandosi, per varie giornate, al 15º posto. Solo nelle ultime partite del campionato il NEC riesce a recuperare qualche posizione (anche grazie ai gol di Ferdy Druijf, arrivato nella sessione di mercato invernale dallo Jong AZ Alkmaar che al termine della stagione si laureò capocannoniere del torneo con 29 reti) e ad accaparrarsi un posto per i play-off grazie al 9º piazzamento in classifica. Nel primo turno, il club incontra il RKC Waalwijk, piazzatosi ottavo con 59 punti, uno in più del NEC; grazie ad un 2-0 casalingo, il club di Nimega parte favorito per la sfida di ritorno, risultato che, però, viene ribaltato dai rivali con un netto 3-0, interrompendo subito il cammino verso la promozione in massima serie. Nel 2020-2021 si classifica settimo nel campionato cadetto e si qualifica ai playoffs, in cui vince tre partite su tre e arriva in Eredivisie 2021-2022.

## Colori e simboli

### Colori
I colori del N.E.C. sono il rosso, il verde e il nero: la maglia è rossa con banda orizzontale verde e inserti neri, mentre i pantaloncini e i calzettoni sono neri.

## Strutture

### Stadio

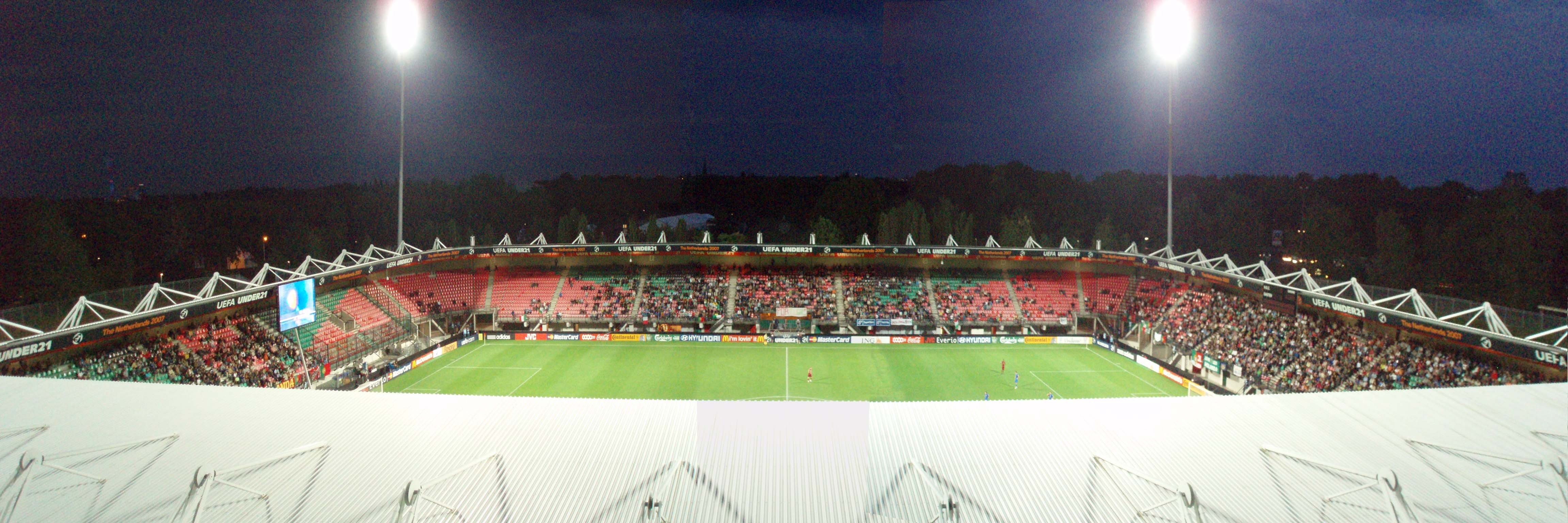
Veduta panoramica dello Stadio di Goffert.

Dall'inizio del 2000 il club disputa le proprie gare interne nello Stadio di Goffert, che può ospitare 12 500 spettatori.

## Allenatori e presidenti
- Piet de Visser (1974-1976)
- Pim van de Meent (1981-1985)
- Sandor Popovics (1985-1987)
- Jan Pruijn (1991-1994)
- Wim Koevermans (1995-1997)
- Jimmy Calderwood (1997-1999)
- Ron de Groot (1999-00; 2005-06)
- Johan Neeskens (2000-2004)
- Cees Lok (2004-2005)
- Mario Been (2006-2009)
- Wiljan Vloet (2009-2011)
- Alex Pastoor (2011-2013)
- Ron de Groot - Wilfried Brookhuis (interim) (2013)
- Anton Janssen (2013-2014)
- Ruud Brood (2014-2015)
- Ernest Faber (2015-2016)
- Peter Hyballa (2016-2017)
- Ron de Groot (Interim) (2017)
- Adrie Bogers (2017-2018)
- Pepijn Lijnders (02/01/18-17/05/18)
- Jack de Gler (2018-2019)
- François Gesthuizen (2019- )

## Palmarès

### Competizioni nazionali
- Eerste Divisie: 1

1974-1975, 2014-2015
- Tweede Divisie: 1

1963-1964

### Altri piazzamenti
- Campionato olandese:

Terzo posto: 1938-1939, 1946-1947
- Coppa dei Paesi Bassi:

Finalista: 1972-1973, 1982-1983, 1993-1994, 1999-2000, 2023-2024
Semifinalista: 1962-1963, 1970-1971, 1985-1986, 2013-2014
- Eerste Divisie:

Secondo posto: 1966-1967, 1993-1994
Terzo posto: 2017-2018
Promozione: 1984-1985, 1988-1989, 2020-2021

## Statistiche e record

### Partecipazione ai campionati e ai tornei internazionali

#### Campionati nazionali
Il miglior risultato ottenuto nell'Eredivisie è il quinto posto della stagione 2002-2003.
Dalla stagione 1956-1957 alla 2025-2026 il club ha ottenuto le seguenti partecipazioni ai campionati nazionali:
| Livello | Categoria      | Partecipazioni | Debutto   | Ultima stagione | Totale |
| ------- | -------------- | -------------- | --------- | --------------- | ------ |
| 1º      | Eredivisie     | 44             | 1967-1968 | 2025-2026       | 44     |
| 2º      | Eerste Divisie | 17             | 1964-1965 | 2020-2021       | 17     |
| 3º      | Tweede klasse  | 8              | 1956-1957 | 1963-1964       | 8      |

#### Tornei internazionali
Il club, pur militando in seconda divisione, ha partecipato alla Coppa delle Coppe 1983-1984: qui ha eliminato il Brann prima di arrendersi al Barcellona negli ottavi. Nella Coppa UEFA 2008-2009 gli olandesi, dopo essere stati in un gruppo contenente anche l'Udinese, sono stati eliminati dall'Amburgo nei sedicesimi.
Alla stagione 2022-2023 il club ha ottenuto le seguenti partecipazioni ai tornei internazionali:
| Categoria                     | Partecipazioni | Debutto   | Ultima stagione |
| ----------------------------- | -------------- | --------- | --------------- |
| Coppa delle Coppe             | 1              | 1983-1984 | 1983-1984       |
| Coppa UEFA/UEFA Europa League | 2              | 2003-2004 | 2008-2009       |
| Coppa Intertoto               | 1              | 2004      | 2004            |

## Organico

### Rosa 2024-2025
Aggiornata al 27 agosto 2024.
| N. |                        | Ruolo | Calciatore        |
| -- | ---------------------- | ----- | ----------------- |
| 1  | Paesi Bassi (bandiera) | P     | Stijn van Gassel  |
| 2  | Francia (bandiera)     | D     | Brayann Pereira   |
| 3  | Paesi Bassi (bandiera) | D     | Philippe Sandler  |
| 4  | Spagna (bandiera)      | D     | Iván Márquez      |
| 5  | Paesi Bassi (bandiera) | D     | Thomas Ouwejan    |
| 6  | Paesi Bassi (bandiera) | C     | Mees Hoedemakers  |
| 7  | Spagna (bandiera)      | C     | Rober             |
| 8  | Grecia (bandiera)      | C     | Argyrīs Darelas   |
| 9  | Giappone (bandiera)    | A     | Kento Shiogai     |
| 10 | Paesi Bassi (bandiera) | C     | Sontje Hansen     |
| 11 | Turchia (bandiera)     | D     | Başar Önal        |
| 14 | Norvegia (bandiera)    | C     | Lars Olden Larsen |
| 15 | Paesi Bassi (bandiera) | D     | Thomas Reinders   |
| 17 | Paesi Bassi (bandiera) | D     | Bram Nuytinck     |

| N. |                        | Ruolo | Calciatore       |
| -- | ---------------------- | ----- | ---------------- |
| 18 | Giappone (bandiera)    | A     | Kōki Ogawa       |
| 20 | Danimarca (bandiera)   | C     | Lasse Schöne     |
| 21 | Paesi Bassi (bandiera) | D     | D'Leanu Arts     |
| 22 | Paesi Bassi (bandiera) | P     | Robin Roefs      |
| 23 | Giappone (bandiera)    | C     | Kōdai Sano       |
| 24 | Indonesia (bandiera)   | D     | Calvin Verdonk   |
| 25 | Paesi Bassi (bandiera) | C     | Sami Ouaissa     |
| 26 | Paesi Bassi (bandiera) | C     | Luc Nieuwenhuijs |
| 27 | Paesi Bassi (bandiera) | C     | Omar Jamil       |
| 29 | Paesi Bassi (bandiera) | C     | Kas de Wit       |
| 30 | Paesi Bassi (bandiera) | C     | Daan Maas        |
| 31 | Paesi Bassi (bandiera) | P     | Rijk Janse       |
| 35 | Paesi Bassi (bandiera) | C     | Vito van Crooij  |
| 71 | Paesi Bassi (bandiera) | C     | Dirk Proper      |